# 高穴穂宮

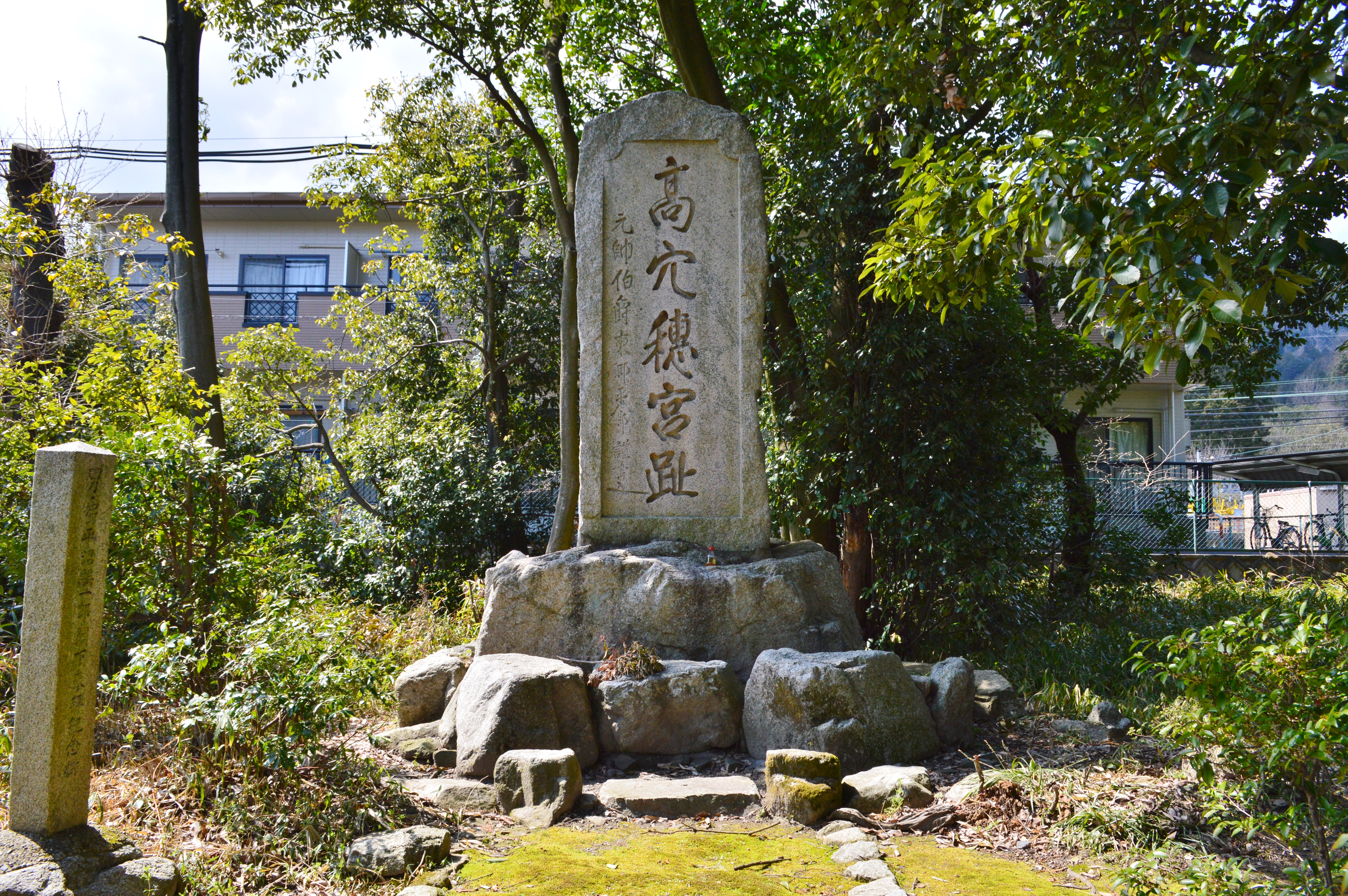
高穴穂宮趾碑
（滋賀県大津市）

高穴穂宮（たかあなほのみや）は古代近江にあったとされる宮である。『日本書紀』には高穴穂宮と記されるが、『古事記』と『先代旧事本紀』には志賀高穴穂宮と記される。

## 概要
穴穂は滋賀県大津市穴太に比定されている。考古学的な遺構は全く確認されてない。が、同地にある高穴穂神社を宮址とする伝承がある。

## 記紀による記録

### 日本書紀
景行天皇が景行天皇58年から崩御するまでの3年間、志賀に居して是を高穴穂宮とすると記し、次代の成務天皇は明確な宮の記載は無いが、この宮で即位し、この地において60年間統治したと推定され、仲哀天皇が即位2年目に笥飯宮に遷宮するまで3代の天皇が宮居したとする。

### 古事記
『古事記』には、成務天皇が近江の志賀高穴穂宮に居して天下を治めると記している。
景行天皇、仲哀天皇が志賀高穴穂宮に居した記事はない。

## 近江王朝説
王朝交替説の一つで、三輪王朝と河内王朝に挟まれた景行、成務、仲哀の3代にわたって近江に本拠とした王朝があったとする学説。水野祐の三王朝交替説は諡号に「イリ」を持つ天皇皇族による三輪王朝と「ワケ」を持つ天皇皇族による河内王朝とするが、近江王朝は「タラシ」が諡号に含まれる3天皇1皇后を根拠の一つとしている。同時期には四道将軍を始め、尾張、丹波など畿外に関連した叙述が『記紀』に多くみられ、国造を置くなど王権による全国支配が進められたとされる。